# Lobocleta maricaria
Lobocleta maricaria är en fjärilsart som beskrevs av William Schaus 1940. Lobocleta maricaria ingår i släktet Lobocleta och familjen mätare. Inga underarter finns listade i Catalogue of Life.